# Назаревич Степан
Степан Назаревич (або Степан Назарович) — український селянин із Залісся, громадський діяч. делегат Української Національної Ради ЗУНР від Бродівського повіту.